# Episodi di New Girl (quarta stagione)

Immagine dalla sigla utilizzata nella quarta stagione della serie

La quarta stagione della serie televisiva New Girl, composta da ventidue episodi, è stata trasmessa in prima visione assoluta negli Stati Uniti d'America da Fox dal 16 settembre 2014 al 6 maggio 2015.
In Italia la stagione va in onda in prima visione satellitare da Fox, canale a pagamento della piattaforma Sky, dal 21 dicembre 2014.
| nº | Titolo originale             | Titolo italiano               | Prima TV USA      | Prima TV Italia  |
| -- | ---------------------------- | ----------------------------- | ----------------- | ---------------- |
| 1  | The Last Wedding             | Un matrimonio per rimorchiare | 16 settembre 2014 | 21 dicembre 2014 |
| 2  | Dice                         | I dieci appuntamenti          | 23 settembre 2014 | 28 dicembre 2014 |
| 3  | Julie Beckman's Older Sister | La nuova fidanzata di papà    | 30 settembre 2014 | 4 gennaio 2015   |
| 4  | Micropenis                   | Le dimensioni contano         | 7 ottobre 2014    | 11 gennaio 2015  |
| 5  | Landline                     | Scoop telefonico              | 14 ottobre 2014   | 18 gennaio 2015  |
| 6  | Background Check             | Il segreto nell'armadio       | 4 novembre 2014   | 25 gennaio 2015  |
| 7  | Goldmine                     | Miniera d'oro                 | 11 novembre 2014  | 1º febbraio 2015 |
| 8  | Teachers                     | Insegnanti                    | 18 novembre 2014  | 8 febbraio 2015  |
| 9  | Thanksgiving IV              | Nessuna regola                | 25 novembre 2014  | 15 febbraio 2015 |
| 10 | Girl Fight                   | Rissa tra donne               | 2 dicembre 2014   | 22 febbraio 2015 |
| 11 | LAXmas                       | Natale con i tuoi             | 9 dicembre 2014   | 1º marzo 2015    |
| 12 | Shark                        | Squalo                        | 6 gennaio 2015    | 8 marzo 2015     |
| 13 | Coming Out                   | Allo scoperto                 | 13 gennaio 2015   | 15 marzo 2015    |
| 14 | Swuit                        | Ambizione                     | 3 febbraio 2015   | 22 marzo 2015    |
| 15 | The Crawl                    | San Valentino alcolico        | 10 febbraio 2015  | 29 marzo 2015    |
| 16 | Oregon                       | Il matrimonio di papà!        | 17 febbraio 2015  | 5 aprile 2015    |
| 17 | Spiderhunt                   | Caccia al ragno               | 24 febbraio 2015  | 12 aprile 2015   |
| 18 | Walk of Shame                | La sfilata della vergogna     | 3 marzo 2015      | 19 aprile 2015   |
| 19 | The Right Thing              | La psicologia del ghiacciolo  | 31 marzo 2015     | 16 maggio 2015   |
| 20 | Par 5                        | Incontri interessanti         | 7 aprile 2015     | 23 maggio 2015   |
| 21 | Panty Gate                   | Il mutandina gate             | 29 aprile 2015    | 30 maggio 2015   |
| 22 | Clean Break                  | Arrivederci Coach             | 6 maggio 2015     | 6 giugno 2015    |

## Un matrimonio per rimorchiare
- Titolo originale: The Last Wedding
- Diretto da: Trent O'Donnell
- Scritto da: J. J. Philbin

### Trama
L'estate sta per terminare e i ragazzi stanno per partecipare all'ultimo matrimonio della stagione, che vuol dire l'ultima occasione per conoscere persone nuove con cui andare a letto. Schmidt insiste perché Nick e Jess si trovino dei partner, visto che nessuno dei due ha avuto rapporti da quando si sono lasciati qualche mese prima in primavera. Al matrimonio, Coach incontra diverse ragazze che sono furiose con lui. Jess punta il testimone dello sposo, Ted, ma deve battere la concorrenza di Kat, una ragazza apparentemente perfetta che vuole lo stesso uomo. Jess decide allora di seguire il consiglio di Winston, ovvero di stare costantemente tra Ted e Kat, anche mentre parlano o ballano. Nel tentativo di seguire Ted anche in bagno, Jess si ritrova chiusa nel bagno degli uomini a causa di Kat. Nel frattempo, Schmidt e Nick rimorchiano due damigelle, che propongono loro un rapporto a quattro: Nick sembra molto spaventato, mentre Schmidt cerca in ogni modo di convincerlo a provarci. Alla fine Nick accetta perché ha scoperto che Cece è tornata single e Schmidt ha bisogno di concentrarsi su altro, altrimenti impazzirebbe cercando di riconquistare Cece. Tuttavia, parlando con l'amico, si fa scappare la notizia. Nick si ritrova a incoraggiare Jess, entrambi seduti nel bagno degli uomini, a non lasciarsi sfuggire il testimone. Così Jess va da Ted e gli racconta chi è veramente, e gli chiede di scegliere. Ted, però, non riesce a decidere e, dopo ore di indecisione, entrambe le ragazze lo rifiutano. Kat si fa accompagnare a casa da un prete (il suo "piano B"), mentre Jess torna a casa con Cece e i ragazzi, e tutti insieme iniziano a togliere dal frigo gli inviti ai matrimoni e a buttarli via.

## I dieci appuntamenti
- Titolo originale: Dice
- Diretto da:
- Scritto da:

### Trama
Jess e Nick decidono di frequentare altra gente, così Jess punta a un sito di incontri visto sul cellulare di Schmidt. Tuttavia, lui le sconsiglia di iscriversi, non ritenendola in grado di gestire questo tipo di relazioni. Jess fa di testa sua e, iscrivendosi di nascosto, organizza un appuntamento che non va a buon fine ed è così costretta a chiamare Schmidt per salvarla. Jess implora Schmidt a insegnarle come avere un appuntamento sicuro su siti di incontri e Schmidt, sia per amicizia e sia per compiacere se stesso, decide di aiutarla. Dopo una lezione accurata su come capire e subito dopo scaricare gli uomini del sito di incontri, le organizza a sua insaputa 10 appuntamenti al buio per permetterle di fare pratica. Un po' impacciata e goffa, vacilla facendo qualche errore ma alla fine con un po' di fortuna, ce la fa.

## La nuova fidanzata di papà
- Titolo originale: Julie Beckman's Older Sister
- Diretto da:
- Scritto da:

### Trama
Il papà di Jess le dà la notizia che andrà presto a trovarla per farle conoscere la sua nuova fidanzata. Jess, emozionata, freme all'idea di conoscere questa donna che, a detta di suo padre, lo rende molto felice. La sua gioia dura poco, quando scopre che la fidanzata di suo padre è una sua ex compagna di scuola che le aveva soffiato il ragazzo che frequentava all'epoca. Jess non può permettere che suo padre si impegni con una donna del genere, così, con l'aiuto di Cece, fa di tutto per sabotare la relazione, riuscendoci. La donna lascia il padre che arrabbiato cerca di andare via, ma lei salva la situazione permettendo al padre di recuperare la donna che ama e alla quale chiede di sposarlo.

## Le dimensioni contano
- Titolo originale: Micropenis
- Diretto da:
- Scritto da:

### Trama
Jess è al bancone del bar dove lavora Nick assieme a lui e i suoi coinquilini, e li osserva mentre scartano le ragazze presenti nel locale in base alla misura del seno, accusandoli di essere superficiali. Arrabbiata si sposta a un tavolo, conoscendo un bellissimo ragazzo che, prima di chiederle di uscire, la prepara psicologicamente a un suo difetto: ha un micro-pene. Jess, alla notizia resta sconcertata ma per non far credere ai suoi amici di essere superficiale come loro, accetta l'appuntamento che si rivela un fiasco e lascia il ragazzo su due piedi. L'indomani, parlando con i ragazzi, capisce che aveva fatto un errore a giudicare così in fretta perché tutti hanno almeno un difetto. Torna dal bel ragazzo per chiedere scusa ma scopre che ciò che aveva pensato di lui fosse giusto e ritorna a casa, soddisfatta di non essere superficiale.

## Scoop telefonico
- Titolo originale: Landline
- Diretto da:
- Scritto da:

### Trama
Mentre Jess è alle prese con le politiche sulle relazioni interscolastiche tra dipendenti della scuola, fa conoscenza con il nuovo professore di inglese, Ryan, per il quale sembra provare una forte attrazione. Intanto, all'esterno del loft dei lavori in corso mandano in tilt i cellulari dei coinquilini che si trovano costretti a usare il telefono fisso. Di conseguenza, mentre i ragazzi sono al lavoro, arrivano parecchi messaggi nella segreteria telefonica e Nick, che sta tutto il giorno a casa, comincia a diventare invadente e appunta tutti i messaggi, facendo arrabbiare i suoi coinquilini.

## Il segreto nell'armadio
- Titolo originale: Background Check
- Diretto da:
- Scritto da:

### Trama
Per la sua formazione nell'accademia di polizia, Winston riferisce ai suoi amici che alcuni agenti controlleranno l'appartamento per vedere se tutto è a norma. Purtroppo la situazione peggiora quando Jess ammette che ci potrebbe essere della metanfetamina all'interno dell'appartamento e tentano in tutti i modi di farla sparire. Intanto, arriva il sergente che deve valutare Winston cominciando a fare delle domande ai coinquilini che, agitati a causa della droga da nascondere, non riescono a rispondere alle domande. Alla fine confessano la presenza della metanfetamina e i controlli effettuati dimostrano che in realtà si tratta di pietre utilizzate per gli acquari. Nonostante il trambusto, l'agente premia Winston in quanto considerato uno dei cadetti migliori dell'accademia.

## Miniera d'oro
- Titolo originale: Goldmine
- Diretto da:
- Scritto da:

### Trama
Jess è ancora alle prese con gli appuntamenti che non vanno come previsto poiché, ogni volta che dice di vivere ancora con il suo ex, tutti i pretendenti scappano ancor prima di provarci. Quando però trova un ragazzo carino che le piace, nel momento in cui gli confessa di vivere nello stesso appartamento col suo ex, lo tranquillizza dicendogli che è diventato gay. Cominciano i drammi con i soliti risvolti comici nei quali Nick finge di essere gay e risultare credibile. Anche Winston e Coach si danno da fare per rimorchiare, così decidono di provarci con le loro attraenti vicine di casa, Michelle e Liv, ma finiranno per litigare. Intanto Schmidt entra nel panico quando Cece gli comunica che ha intenzione di ridursi il seno.

## Insegnanti
- Titolo originale: Conference
- Diretto da:
- Scritto da:

### Trama
La serata tra uomini di Nick, Schmidt e Winston comincia a dare il meglio di sé: imparare a fare il bucato, a leggere un righello e bere sangria parlando d'amore. Intanto Jess, Coach e Ryan frequentano una conferenza di insegnanti organizzata da Brenda Brown. Ryan fa di tutto per avvicinarsi a Jess che continua a scappare, ma dopo continue fughe i due si scambiano un bacio.

## Nessuna regola
- Titolo originale: Thanksgiving IV
- Diretto da:
- Scritto da:

### Trama
Schmidt decide di organizzare una festa del Ringraziamento per single, lo "Spupazzamento", in cui ognuno dovrà portare un partner a sorpresa per un amico. Cece e Schmidt scoprono che devono invitare delle persone l'uno per l'altro. Nick, che ha pescato il suo stesso nome, non sa chi portare e invita il suo amico Tran. Jess porta per Winston la cuoca della mensa della scuola, Winston porta per Coach una muscolosa collega della scuola di polizia. Ma Coach, ancora convinto che Jess dovrebbe uscire con Ryan, invita il ragazzo alla festa per lei.

## Rissa tra donne
- Titolo originale: Girl Fight
- Diretto da:
- Scritto da:

### Trama
Jess e Cece si arrabbiano per un equivoco. In un momento di confidenza, Jess spiega ai ragazzi che, da quando sono amiche, lei e Cece non hanno mai litigato, ma si limitano a non parlarsi per qualche giorno e ritrovarsi per un caffè. Schmidt vuole aiutarle a discutere, ma Coach cerca di dissuaderlo, ben sapendo che finirà col peggiorare le cose. Lui segue comunque le ragazze alla festa pre-parto di Nadia, amica di Cece, dove scoppia una rissa tra donne.

## Natale con i tuoi
- Titolo originale: LAXmas
- Diretto da:
- Scritto da:

### Trama
Alla vigilia delle vacanze, tutti si recano insieme all'aeroporto: Nick e Winston tornano a casa a Chicago, Cece accompagna Schmidt nel New Jersey. Coach ha prenotato una vacanza tropicale lontano dalla sua famiglia, ma si sente già in colpa. Jess vuole raggiungere Ryan in Inghilterra, ma lui le manda le foto della lussuosa casa della sua famiglia e Jess si sente improvvisamente insicura. Per complicare le cose, una tempesta di neve rischia di bloccare tutti a Los Angeles.

## Squalo
- Titolo originale: Shark
- Diretto da:
- Scritto da:

### Trama
Degli operai continuano a lavorare a orari improbabili fuori dal loft dei ragazzi. Jess crede nel potere istituzionale, e chiede aiuto alla consigliera Fawn Moscato. Schmidt è convinto che la strada più semplice sia sedurre la donna e la invita a cena, ma si renderà conto che Fawn è un osso duro persino per lui. Quando Jess scopre che la Moscato l'ha presa in giro, organizza una protesta. 

## Allo scoperto
- Titolo originale: Coming Out
- Diretto da:
- Scritto da:

### Trama
Jess e Ryan hanno finalmente detto a tutti di essere una coppia. La loro relazione resiste nonostante le critiche dei colleghi. La scuola sta organizzando una gita scolastica e ogni insegnante propone una meta a Jess, e tra le varie idee quella di Ryan sembra la più interessante. Così Jess accoglie la sua proposta, ma gli altri insegnanti si arrabbiano accusandola di favoreggiamento e a causa delle numerose lamentele, sarà costretta a cambiare meta e a scegliere la proposta dell'insegnante Lorenzo. Tutti si dirigono in un giardino, l'obiettivo è quello di pulirlo dal fogliame. Tutto sembra normale fino a quando Jess non scopre che quel posto è di proprietà di Lorenzo e sta sfruttando i bambini. A Schimdt viene diagnosticata l'ulcera, ma lui ignora il riposo prescrittogli dal medico e va in ufficio a lavorare. Solo Nick cercherà di aiutarlo a rilassarsi e a riposarsi facendogli capire che sta diventando lo "schiavo" del suo capo Gina.

## Ambizione
- Titolo originale: Swuit
- Diretto da:
- Scritto da:

### Trama
Nick e Schmidt decidono di tornare a lavorare assieme per la loro vecchia società. L'idea a cui stanno lavorando è lo "swuit", un completo formale sotto forma di tuta. La loro invenzione viene però scartata perché ritenuta inutile. Cece, si rende conto che il lavoro da modella non durerà a lungo e, pentita di aver abbandonato gli studi, decide di iscriversi all'università anche se non ha abbastanza denaro, perciò Winston e Coach decidono di "investire" su di lei. Jess decide di fare del suo meglio per aiutare Schmidt e Nick a sponsorizzare lo "swuit". Kay lascia Nick poiché desidera un uomo che stia a vagabondare con lei.

## San Valentino alcolico
- Titolo originale: The Crawl
- Diretto da:
- Scritto da:

### Trama
Nick è depresso per la fine della sua storia e fa saltare gli impegni di tutti per la sera di San Valentino per costringerli a seguirlo in un giro di bar. Durante la serata, Nick raccoglie altri single depressi in giro per locali. Coach, che era in cerca di avventure, si imbatte in una ragazza davvero speciale, May. Jess riceve un'importante proposta da Ryan, ma non la accoglie come lui sperava. Schmidt arriva più tardi al giro dopo aver mollato alla serata Fawn, visto che quest'ultima lo tratta più come un segretario che come il suo ragazzo. Cece, completamente sbronza, viene accudita da Schimdt persino quando va in bagno a vomitare e si commuove quando, mentre si lamenta di San Valentino, lui le rivela che è la sua festa preferita da quando tre anni prima fecero per la prima volta l'amore. Winston, che non può bere perché reperibile, è l'unico sobrio che può ascoltare la confessione di Cece: lei è ancora innamorata di Schmidt, ma si ritrova a dover assistere al momento in cui Fawn si chiarisce con Schmidt e i due iniziano a fare coppia fissa.

## Il matrimonio di papà!
- Titolo originale: Oregon
- Diretto da:
- Scritto da:

### Trama
I ragazzi seguono Jess a Portland per il matrimonio di suo padre. Jess aspetta Ryan per mostrargli la città dove è cresciuta, ma all'ultimo minuto lui le dice che non verrà. Nick decide di farle fare comunque il suo tour e tutti si impegnano per farla stare meglio. Guardando suo padre con la nuova moglie, Jess capisce di avere bisogno di un ragazzo che ci sia per lei quando ne ha bisogno e decide di lasciare Ryan con un messaggio.

## Caccia al ragno
- Titolo originale: Spiderhunt
- Diretto da:
- Scritto da:

### Trama
Schmidt organizza una cena speciale per la prima visita di Fawn al loft e chiede a Nick di preparare la sua famosa salsa. Poi scopre un ragno nel salotto e per evitare che Fawn lo veda terrorizzato, tutti si lanciano in una caccia al ragno prima che lei arrivi, inclusa Cece, che nasconde ancora a Jess la sua cotta per Schmidt. Nel frattempo Coach scrive una email a May, ma si trova in difficoltà.

## La sfilata della vergogna
- Titolo originale: Walk of Shame
- Diretto da:
- Scritto da:

### Trama
Jess e Cece vogliono rilanciarsi come single e spassarsela, ma si svegliano la mattina dopo nei guai. Tra un imprevisto e l'altro, cercano di tornare a casa a piedi in quella che chiamano "la sfilata della vergogna". Coach e i suoi amici vengono invitati a un concerto di musica classica da May, ma lui e Schmidt non credono che sia una buona idea portare Nick e Winston e cercano una scusa per lasciarli a casa.

## La psicologia del ghiacciolo
- Titolo originale: The Right Thing
- Diretto da:
- Scritto da:

### Trama
Nick e Schmidt vogliono acquistare una quota del bar in cui lavora Nick, ma non hanno abbastanza soldi, così Schmidt decide di chiedere a sua madre di rendergli quelli ricevuti al suo bar mitzvah. Jess si reca al funerale del ragazzo col quale stava uscendo e, appena scopre che è presente anche la sua ragazza, fa di tutto per eliminare un messaggio hot che gli aveva inviato prima di morire ma viene scoperta. La mamma di Schmidt, Louise, arriva in città e alla richiesta del figlio gli pone una condizione: consegnerà i soldi a patto che lui scriva delle note di ringraziamento agli ospiti venuti al suo bar mitzvah. Nick si rende conto che la madre di Schmidt lo tiene al guinzaglio, così gli consiglia di reagire per fargli capire che non è più un bambino. Intanto Winston cerca di ottenere un appuntamento con la sua collega di lavoro, Aly, ma lei lo rifiuta perché non vuole mischiare il lavoro con la vita privata.

## Incontri interessanti
- Titolo originale: Par 5
- Diretto da:
- Scritto da:

### Trama
Jess sta cercando di ottenere fondi per la sua scuola e chiede a Fawn, la nuova ragazza di Schmidt, di farle conoscere qualche donna di potere. Così la porta a un evento di beneficenza che si svolge in un campo di golf, dove Fawn l'aiuta a conosce gente importante. Inoltre le rileva che il segreto del suo successo è quello di non indossare la biancheria intima, motivo per cui a seguito di un banale incidente verrà linciata dai paparazzi. Cece è arrabbiata, perché Schmidt permette a Fawn di trattarlo come le pare. La ragazza cerca di aprirgli gli occhi, ma lui è perdutamente innamorato. Winston conosce una bellissima ragazza, Kasey, ma quando scopre che lei odia i poliziotti lui fingerà di essere uno spogliarellista. Solo alla fine le confessa la verità e lei decide di dargli una possibilità.

## Il mutandina gate
- Titolo originale: Panty Gate
- Diretto da:
- Scritto da:

### Trama
May, la ragazza di Coach, ha accettato un nuovo lavoro a New York e rompe con lui che, per nascondere il dolore, reagisce con indifferenza. Jess pensa che Coach sia disperato, mentre Nick insiste che si tratta solo di una rottura come tante così lo porta al bar a ubriacarsi e rimorchiare. Jess e Cece parlano con May e scoprono che la ragazza è triste perché davvero innamorata di Coach. La portano al bar, dove però sorprendono Coach ubriaco a baciare una ragazza e May, sconvolta, scappa via. Nick si rende conto del suo errore e dice a Coach che se ama veramente May allora dovrebbe partire con lei. I due si chiariscono e Coach decide di seguirla a New York. Fawn, dopo lo scandalo del campo da golf, cerca di far ricadere su Schmidt la responsabilità dell'accaduto. Lui ci rimane male e, stanco di essere strumentalizzato da lei, decide di lasciarla, ma sceglie comunque di aiutarla facendo una scenata da pazzoide nel negozio di biancheria intima. Fawn, grata a Schmidt per il gesto, riesce così a riabilitare la propria immagine. Cece ha intenzione di andare a scalare una montagna per ritrovare se stessa e dimenticare Schmidt, erroneamente convinta che lui e Fawn non si sarebbero lasciati presto.

## Arrivederci Coach
- Titolo originale: Clean Break
- Diretto da:
- Scritto da:

### Trama
Coach si prepara a partire, portando con sé il minimo indispensabile e buttando via le vecchie cose per rompere con il passato. Cerca di convincere anche gli altri a fare pulizia, così Schmidt decide di buttare via una scatola piena di ricordi della sua storia con Cece. Questo fa innervosire Winston, che vorrebbe rivelargli la verità e ne parla con Jess, che però ha promesso di non intromettersi. I due hanno mandato diversi messaggi vocali all'amica per informarla della rottura tra Schmidt e Fawn, ma lei non ha ancora risposto, probabilmente perché non c'è campo sulla montagna. Nick trova una vecchia tazza che lui e Jess usavano come codice segreto quando stavano insieme, e che Jess ha tirato fuori di recente per un momento di debolezza, di conseguenza anche Nick rivela che è ancora attratto da lei, ma i due decidono di buttare la tazza e chiudere col passato, sebbene poi la sera stessa entrambi, prima uno e poi l’altra, sgattaiolino fuori dalla propria stanza di nascosto per riprendere la tazza dalla spazzatura e tutti e due sono felici nel vedere che è sparita, pensando quindi che l’abbia presa l’altro: in realtà, la tazza è stata presa da Winston, ma il comportamento di Nick e Jess fa capire chiaramente che nessuno dei due ha davvero dimenticato l’altro e che nemmeno vuole o è pronto a farlo davvero. Schmidt butta la scatola in un contenitore della Caritas, ma si pente subito e cerca di convincere l'uomo adibito al trasporto di restituirgliela. Non trovando altre soluzioni, Schmidt lo paga 500 dollari per farsi dare i cinque che sono nella scatola, poiché sono legati a qualcosa che disse a Cece il giorno che si conobbero. Parlando con Nick e Jess, Schmidt afferma di sentirsi uno stupido perché Cece non lo amerà mai, così Jess, stanca della situazione, decide di mantenere la parola con Cece rivelando i sentimenti dell'amica a Nick in presenza di Schmidt. Quest'ultimo decide di partire subito per raggiungere Cece, cosa che lo porterà a perdere la partenza di Coach, ma Cece si presenta alla porta, rivelando di essersi precipitata lì subito dopo aver sentito i messaggi vocali dalla cima della montagna. I due si confessano il reciproco amore e Schmidt, mostrandole i cinque dollari, le ricorda che li mise nel barattolo la sera che si conobbero dopo aver detto che un giorno l'avrebbe sposata. Schmidt le fa perciò la proposta di matrimonio e Cece accetta, tra la gioia degli amici. Il giorno dopo Coach parte per New York con May.